# Roh (Svitavská pahorkatina)
Roh (661 m n. m.) je vrch v okrese Svitavy v Pardubickém kraji. Leží asi 2,5 km jjv. od vsi Hřebeč na katastrálním území Boršov. Je to nejvyšší bod Hřebečovského hřbetu.
Na vrcholové planině se nacházejí dvě vyvýšeniny oddělené mělkým sedlem (659 m). Severní nepojmenovaná vyvýšenina dosahuje výšky 661,2 m a nižší jižní dosahuje výšky 660,7 m.

## Geomorfologické zařazení
Geomorfologicky vrch náleží do celku Svitavská pahorkatina, podcelku Českotřebovská vrchovina, okrsku Hřebečovský hřbet a podokrsku Koclířovský hřbet.